# Soi-même comme un autre
Soi-même comme un autre est un ouvrage du philosophe Paul Ricœur paru au Seuil en 1990, qui reprend les conférences prononcées à l'université d'Edimburg en 1986 dans le cadre des Gifford Lectures.  
Constatant la disparition de l'ego de l'idéalisme de René Descartes ou Emmanuel Kant, il s'efforce de refonder l'ego, le Soi-même, mais désormais en référence permanente à l'Autre ; « l'Autre n'est pas seulement la contrepartie du Même, mais appartient à la constitution intime de son sens » (p.380). 
Paul Ricœur fait dialoguer de multiples traditions de pensées (Philosophie de l'action, narratologie, philosophie analytique, phénoménologie, psychanalyse) et de multiples philosophes ; son œuvre constitue un bon exemple des constructions philosophiques de la fin du XXe siècle, refusant de s'arrêter à une interprétation définitive et préférant intégrer largement les philosophes "autres" dans une "méthode fragmentaire qui a constamment été la nôtre" (p.345).

## Résumé
Préface
L'ego de René Descartes et Emmanuel Kant a été battu en brèche par la critique de Nietzsche et le moi est devenu un champ de phénomènes, au même titre que le monde extérieur. Le but de l'ouvrage est de refonder le moi dans la certitude intime d'être soi, dans sa conscience morale.
Première étude. La personne et la référence identifiante
Peter Frederick Strawson dans Les Individus nous donne une base pour identifier le moi : il définit d'abord le corps physique, puis analyse les aspects psychiques à partir de celui-ci.
Deuxième étude. L'énonciation et le sujet parlant
En linguistique, si la sémantique nous pousse à identifier dans le "je" qui s'énonce un "il", la pragmatique d'Austin et Searle a insisté sur l'irréductibilité du "je" : "je" n'est pas un objet du monde (comme l'est le "il"), mais le point de vue privilégié sur le monde ; c'est ce que soulignent Ferdinand de Saussure, Gilles Gaston Granger ou Ludwig Wittgenstein.
Les deux approches doivent être conjuguées ; ainsi l'ici et maintenant du "je" doit-il être la "conjonction entre le présent vif de l'expérience phénoménologique du temps et l'instant quelconque de l'expérience cosmologique » (p.69-70)
Troisième étude. Une sémantique de l'action sans agent
La philosophie de l'action nous permet de comprendre le rôle du sujet-agent dans une action, de définir son champ d'action. Selon Ricœur, cette théorie, illustrée par Donald Davidson (Actions and events, 1980), sépare l'intention dans une action de l'agent et analyse celle-ci a posteriori, alors que l'intention chez un agent est avant tout une projection vers le futur.
Quatrième étude. De l'action à l'agent
En fait, depuis Kant (« Troisième antinomie cosmologique de la raison pure »), les philosophes hésitent à lier une action qui obéit à un enchaînement de causes à un agent qui obéit aux buts de sa volonté (téléologie) ; de fait, les théories où la volonté du sujet est unifiée et peut agir pleinement (Thomas d'Aquin, René Descartes, Hegel) ont laissé place à une distinction entre "attribution" d'une action à une cause et « ascription » d'une action à quelqu'un (selon les théories de Strawson). 
Cinquième étude. L'identité personnelle et l'identité narrative
Si l'on élargit l'étude de l'ego du temps très court étudié dans la philosophie de l'action à la perspective étendue d'une vie entière que l'on rencontre dans les romans, la question du soi se pose sous la question de la permanence. Comment le soi se maintient-il et se reconnaît-il dans le temps? Le soi n'est plus le même (identité-mêmeté), son identité change, mais il se reconnaît soi-même comme soi (identité-ipséité).
La tradition issue de l'empirisme va mettre en doute cette permanence : Locke dans son Essai sur l'entendement humain réduit l'ipséité à la mémoire. Hume dans le Traité de la nature humaine à l'imagination et la croyance. Derek Parfit au corps et au psychologique : « je pense » est réductible à « cela pense » et la question de l'identité et de l'ipséité, confondues chez l'auteur, n'importe finalement pas.
Sixième étude. Le soi et l'identité narrative
À l'encontre de cette tradition, la narration déjà étudiée par Ricœur dans Temps et Récit, permet de ressaisir la mêmeté d'un caractère dans un conte ou l'ipséité d'un personnage dont le caractère change, dans le roman d'apprentissage par exemple. On peut parler avec Alasdair MacIntyre de l' "unité narrative d'une vie", malgré les objections qui peuvent naître de ce parallèle entre vie et récit : nous ne sommes pas les auteurs de notre vie, comme on est l'auteur d'un roman ; la fin de la vie ne peut être achevée comme la dernière page d'un roman ; le roman conte un passé révolu tandis que la vie est projection vers un avenir imprévisible. Pourtant le parallèle reste pertinent. Le lecteur est renvoyé là-dessus à Temps et Récit.
Toute littérature joue même un rôle éthique (Walter Benjamin, « Der Erzähler »), en ceci seulement qu'elle sélectionne ce qui est digne d'être conté.
Septième étude. Le soi et la visée éthique
Les études 7, 8, 9 développent la dimension morale du soi. Ricœur définit les différentes relations qui sont en jeu:
* relation avec soi-même
* relation avec les autres
* relation avec les institutions
Ainsi,
* L'étude 7 étudie ces relations en rapport avec l'éthique, c'est-à-dire avec les sentiments primordiaux qui guident la façon d'agir.
* L'étude 8 étudie ces relations en rapport avec la morale, c'est-à-dire avec la mise en norme de l'éthique
* L'étude 9 étudie ces relations en rapport avec la sagesse pratique, fonctionnant comme actualisation de l'éthique et de la morale
La visée éthique se révèle dans la :
- relation avec soi-même par la visée d'une vie bonne (Aristote)
- relation avec les autres par la recherche de l'amitié et de la sollicitude
- relation avec les institutions par le sens de la justice et la recherche de l'égalité. « C'est par des mœurs communes et non par des règles contraignantes que l'idée d'institution se caractérise fondamentalement » (p227)

Huitième étude. Le soi et la norme morale
La norme morale se révèle dans la
- relation avec soi-même par l'obligation. Kant a tenté de la décrire en opposition aux désirs de l'ego.
- relation avec les autres par la norme. Le "tu ne dois pas" trouve sa formule fondamentale dans la Règle d'Or d'Hillel : "Ne fais pas à ton prochain ce que tu détesterait qu'il te soit fait"
- relation avec les institutions par les principes de la justice. Rawls est le penseur qui a tenté avec le plus de succès de relier les principes de la justice avec la visée éthique par sa fable du voile d'ignorance.

Neuvième étudele soi et la sagesse pratique : La conviction
(Interlude : le tragique de l'action) : La sagesse pratique se révèle nécessaire quand les normes morales semblent inapplicables, comme le révèlent les dilemmes insolubles de la morale. Le cas d'Antigone, déjà traité par Hegel, oppose ainsi un dirigeant soucieux des règles de la cité et une jeune femme respectant ses devoirs familiaux.
La sagesse pratique se révèle dans les conflits dans la :
- relation avec les institutions : avec Claude Lefort, il faut souligner que la démocratie est le régime qui accepte les contradictions au point d'institutionaliser le conflit, et ne décide pas d'une fin unique parmi les buts qu'elle vise (sécurité, prospérité, liberté, égalité, solidarité). Une prudence collective, semblable à la phronesis de la morale individuelle permet que cette indéfinition sur les fins collectives signifie le chaos dans les décisions du temps présent.
- relation avec les autres : il faut adopter une sollicitude "critique", qui tienne compte de la morale. Reprenant, l'exemple de la parole tenue ou trahie de Kant, Gabriel Marcel montre bien que le respect de la parole donnée n'est pas seulement respect de la Loi ou respect de soi-même (puisque je suis seul maître de ma parole), mais aussi respect de l'autre. On peut ainsi mentir à un mourant sur son état, par sollicitude pour lui.
- relation avec soi-même : quelle est mon autonomie? Elle ne peut être fondée dans un détachement de l'Autre. Karl-Otto Apel et Jürgen Habermas avec leur morale communicationnelle ont proposé un modèle où les relations avec soi, avec les autres et dans les institutions se construisent mutuellement dans la communication. Il faut aménager dans cette morale de la communication une place pour la conviction propre.

Dixième étude. Vers quelle ontologie ?
Pour conclure, on va revenir aux catégories directrices de l'ouvrage, celles du Même et de l'Autre. 
L'ipséité se définit par son action, par un « fonds à la fois puissant et effectif », proche de la praxis d'Aristote ou plus encore du conatus de Spinoza.
L'Autre se manifeste dans la phénoménologie par la passivité à travers ma chair propre (Leib chez Husserl opposée au Körper), à travers le contact avec l'étranger dans un mouvement du Même vers l'Autre (l'Autre est pensé comme une seconde chair propre, un alter ego chez Husserl) et de l'Autre vers le Même (dans l'apparition du visage de l'Autre chez Emmanuel Levinas). 
La conscience joue un rôle final d'attestation ; non pas la mauvaise conscience décriée par Hegel ou Nietzsche, mais la voix a-morale, à la fois intérieure et supérieure à moi qu'avait mise au jour Heidegger. Mais tandis que ce dernier n'assignait pas à cette dernière de rôle dans la conduite de la vie, on peut la rattacher plus fortement à la phronesis de la personne dans son ipséité, dans l'altérité et dans ses relations aux institutions : « la passivité de l'être-enjoint consiste dans la situation d'écoute dans laquelle le sujet éthique se trouve placé par rapport à la voix qui lui est adressée à la seconde personne. Se trouver interpellé à la seconde personne, au cœur même de l'optatif du bien-vivre, puis de l'interdiction de tuer, puis de la recherche du choix approprié à la situation, c'est se reconnaître enjoint de vivre-bien avec et pour les autres dans des institutions justes et de s'estimer soi-même en tant que porteur de ce vœu » (p406)

## Principales catégories utilisées
Le titre, « Soi-même comme un autre » inclut trois catégories très utilisées dans l'ouvrage :
- « Soi » : le soi (selbst, self) se distinguant de l'ego (je, Ich, I) non réfléchi
- « Même » : l'ipséité (← ipse identité réflexive) s'oppose à la mêmeté (← idem ressemblance, permanence)
- « Autre » : l'ipséité ne se définit pas contre l'altérité, mais par elle.

## Éditions
- Soi-même comme un autre, Seuil, 1990 -  (ISBN 2-02-011458-5)
- Soi-même comme un autre, Point-Seuil, 1996 -  (ISBN 978-2-02-029972-5)